# TUI BKK
Die TUI BKK ist eine bundesweit geöffnete Betriebskrankenkasse mit Sitz in Hannover.

## Struktur
Die TUI BKK betreut ihre Versicherten von ihren 9 Geschäftsstellen. Allein in Hannover sind 3 von ihnen angesiedelt.
Eine Mitgliedschaft ist bei der TUI BKK für Firmenangestellte der TUI und deren Familienangehörigen möglich. Nach Ausscheiden aus dem Konzern ist eine Weiterversicherung möglich.